# ISCM World Music Days 1999
Die ISCM World Music Days 1999 fanden vom 25. September bis 8. Oktober in Rumänien und der Republik Moldau statt. Die Veranstaltung der ISCM wurde zum ersten Mal von diesen Ländern ausgerichtet.

## Bedeutende Werkaufführungen
- Zygmunt Krauze, Piano Concerto No. 2 (1996) (mit Krauze als Solisten)
- Gabriel Valverde, Terra incognita for string trio and electronic tape (1992–97)
- Elżbieta Sikora, Lisboa, tramway 28 for saxophone (soprano, alto, tenor) and tape (1998)
- Ros Bandt, Thrausmata for 2 amplified text readers, voice, Renaissance recorder, slide whistle, psaltery, sampler, vocoder, Fairlight (1997)
- Ignacio Baca Lobera, Fase II for 4 percussionists (1995–96)
- Natasha Barrett, Earth Haze for stereophonic acousmatic sound (1996)
- Knut Nystedt, Miserere for 16 unaccompanied voices (1993)
- Rebecca Saunders, Into the Blue for clarinet, bassoon, percussion, piano, cello and doublebass (1996)
- Graciela Paraskevaídis, libres en el sonido presos en el sonido for flute (+ alto flute), clarinet, violin, cello, and piano (1997)
- Doina Rotaru, Concerto No. 3 ‘Magic Circles’ for flutes and orchestra (1997), mit Pierre Yves Artaud
- Uroš Rojko, Secret Message for cello and piano (1998)
- John Cage, Aria (1958)
- Younghi Pagh-Paan, Flammenzeichen (1983)
- Luciano Berio, Sequenza III (1965)
- Dieter Ammann, Under Pressure, concerto for tenor saxophone and orchestra (1996/97), mit Daniel Kientzy

## Interpreten
Es spielten unter anderem das George-Enescu-Sinfonieorchester unter Cristian Mandeal, das Raschèr Saxophone Quartet, das Ensemble Pro Contemporania unter Iurie Florea, das Archaeus Ensemble unter Liviu Dănceanu, das Trio Contraste, das Transylvania State Philharmonic Orchestra unter Remus Georgescu und das Romanian National Radio Symphony Orchestra unter Ludovic Bacs.

## Spielstätten
Das Programm wurde in Konzertsälen in Bukarest (u. a. Athenäum), Cluj-Napoca, Chișinău, Iași, Timișoara und Bacău abgehalten.